# Arthur Neto
Arthur Alves da Silva Neto, mais conhecido como Arthur Neto (Rio de Janeiro, 17 de janeiro de 1955), é um treinador de futebol brasileiro. Atualmente está sem clube.

## Carreira
Arthur já treinou várias equipes, como:Criciúma, Náutico, Atlético-PR, Figueirense, Ceará, Paysandu, Vila Nova, Itumbiara, entre outros. Esteve anteriormente no comando do América de Natal, onde ficou apenas dois jogos.
Comandou o Atlético Goianiense em 2009. levando o clube a Série A do Campeonato Brasileiro após 24 anos. No entanto não permaneceu para a temporada seguinte, sendo substituído por  Geninho. em novembro de 2010, acertou com o Goiás, com a missão de tirar-lo do descenso para a Série B.
Seu maior feito na carreira foi classificar o Goiás, pela primeira vez, à decisão da Copa Sul-Americana, em novembro de 2010. Foi a única vez que o clube goiano se classificou a uma final continental. sendo demitido no dia 25 de junho
, após sequência de maus resultados na Série B.
Em agosto de 2011, Arthur Neto acertou com o Vila Nova. sendo demitido  no mês seguinte, após sequencia de maus resultados
Em janeiro de 2012, Arthur Neto acertou com o Rio Verde
. Em setembro do mesmo ano, retorna pela terceira vez ao comando do Atlético Goianiense, mas é demitido antes do fim do Campeonato com o time já rebaixado e dias depois acerta o retorno ao Joinville.
Em 17 de setembro de 2015 é anunciado como novo técnico do Goiás com a missão de lutar contra o rebaixamento no Campeonato Brasileiro. Em 18 de outubro de 2015 pediu demissão após quatro derrotas seguidas nos quatro jogos que comandou a equipe.

## Títulos

### Como treinador
Joinville
- Copa Santa Catarina: 2012
- Campeonato Catarinense: 2000 e 2001

Atlético Goianiense
- Campeonato Goiano: 2007

Ceará
- Campeonato Cearense: 1999 e 2002

ABC
- Campeonato Potiguar: 1998

CRB
- Campeonato Alagoano: 1993